# Кастеларано
Кастеларано је насеље у Италији у округу Ређо Емилија, региону Емилија-Ромања.
Према процени из 2011. у насељу је живело 9251 становника. Насеље се налази на надморској висини од 146 м.

## Становништво
| 1951. | 1961. | 1971. | 1981. | 1991. | 2001.  | 2011.  |
| ----- | ----- | ----- | ----- | ----- | ------ | ------ |
| 6.574 | 5.977 | 6.090 | 7.652 | 8.894 | 11.774 | 14.838 |